# Bo Berglund
Bo Berglund (Själevad, 1955. április 6. –) profi svéd jégkorongozó.

## Karrier
Komolyabb karrierjét a MODO Hockey svéd csapatban kezdte 1974-ben. Itt 1977-ig játszott. 1977 és 1983 között a Djurgårdens IF Hockey-ban játszott. Az 1975-ös NHL-amatőr drafton a Boston Bruins kiválasztotta a nyolcadik kör 140. helyén majd az 1983-as NHL-drafton a Québec Nordiques választotta ki a 12. kör 232. helyén. 1983-ban bemutatkozott a National Hockey League-ben a Québec Nordiques csapatában. Az 1984–1985-ös szezon közben a Minnesota North Starshoz igazolt, majd leküldték az American Hockey League-es Springfield Indiansba. A következő szezonban ugyan ez történt de a szezon végén átkerült a Philadelphia Flyershez. A szezon többi részét a Hershey Bearsben az AHL-ben töltötte. 1986-ban visszatért hazájába a AIK Ishockeyba. Itt 1990-ig játszott.

## Nemzetközi szereplés
Első nemzetközi szereplés az 1974-es junior Európa-bajnokság volt. Még ebben az évben képviselte hazáját az 1974-es U20-as jégkorong-világbajnokságon, ami ekkor még nem hivatalos világbajnokság volt. A svéd csapat a negyedik lett. A következő nagy tornája az 1980-as téli olimpia volt. A válogatottal bronzérmet szerzett. Legközelebb csak az 1988-as téli olimpián került be a válogatottba. Ezen a világeseményen ismét bronzérmes lett a válogatottal. Utolsó szereplése a válogatottban az 1989-es jégkorong-világbajnokság volt. Ekkor csak a negyedikek lettek.

## Díjai
- Elitserien ezüstérem: 1979
- Elitserien bajnok: 1983
- Olimpiai bronzérem: 1980, 1988
- Svéd Világ All-Star Csapat: 1988
- Guldpucken: 1988